# Публика
Публика е аудиторията, слушателите, зрителите и т.н. на дадено събитие, представление, изпълнение, предаване и т.н. Често се използва в съчетанието масова публика, за да означи съобщността от зрители, наблюдатели. За разлика от аудитория, която най-често има смисъла на хора, които слушат, например дадена лекция, при която етимологията произхожда от audit (англ.) – посещавам като слушател, публиката много повече набляга на присъствието и зрителното съучастие, наблюдаване, проследяване и т.н.